# 日更计划
日更计划是台灣愛尼曼數位科技旗下的漫畫連載品牌，早期在港澳台地区名为「日更COMICS」，于2017年5月已正式更名「日更计划」做为唯一的官方指定品牌名称，並於2015年7月17日廣州所舉辦的第10屆螢火蟲動漫遊戲嘉年華上首次公开。目前日更COMICS旗下擁有來自台海兩岸與馬來西亞的職業漫畫家進行連載，取名為日更COMICS的原因是希望作者和作品與該品牌計畫每一天都有能有所成長與進展。
2016年8月11日第17屆漫畫博覽會，日更COMICS旗下作品《龍朝大都》、《魔法婚約》、《退休的勇者們》、《星耀學園》首次推出實體單行本漫畫，台灣、香港、澳門各大實體書店與網路書店亦於同日發售漫畫。2017年宣布《實驗品家庭》動畫化，並於日本新潮社「月刊comic＠bunch」12月號展開日文版連載，為旗下首部登上日本漫畫雜誌連載的作品。2019年廢止。

## 出版書籍
| 書名                 | 作者         | 出版日期       | ISBN                   |
| -------------------- | ------------ | -------------- | ---------------------- |
| 星耀學園 Vol.1       | 御村了       | 2016年8月11日  | ISBN 978-986-90384-6-1 |
| 退休的勇者們 Vol.1   | 霖羯         | 2016年8月11日  | ISBN 978-986-90384-7-8 |
| 魔法婚約 Vol.1       | 不理不理     | 2016年8月11日  | ISBN 978-986-90384-8-5 |
| 龍朝大都 Vol.1       | BARZ Jr.     | 2016年8月11日  | ISBN 978-986-90384-5-4 |
| 無常鬼 Vol.1         | Nofi         | 2017年1月25日  | ISBN 978-986-93956-7-0 |
| 星耀學園 Vol.2       | 御村了       | 2017年1月25日  | ISBN 978-986-93956-4-9 |
| 退休的勇者們 Vol.2   | 霖羯         | 2017年1月25日  | ISBN 978-986-93956-3-2 |
| 七月半 Vol.1         | ∞0（無限零） | 2017年1月25日  | ISBN 978-986-93956-0-1 |
| 實驗品家庭 Vol.1     | Yanai        | 2017年1月25日  | ISBN 978-986-93956-8-7 |
| 魔法婚約 Vol.2       | 不理不理     | 2017年1月25日  | ISBN 978-986-93956-6-3 |
| 床底下的怪獸 Vol.1   | 某N°         | 2017年1月25日  | ISBN 978-986-93956-2-5 |
| 龍朝大都 Vol.2       | BARZ Jr.     | 2017年1月30日  | ISBN 978-986-93956-5-6 |
| 我是獨角獸 Vol.1     | 澈總         | 2017年2月13日  | ISBN 978-986-93956-1-8 |
| 退休的勇者們 Vol.3   | 霖羯         | 2017年6月15日  | ISBN 978-986-93956-9-4 |
| 七月半 Vol.2         | ∞0（無限零） | 2017年7月15日  | ISBN 978-986-94904-0-5 |
| 魔法婚約 Vol.3       | 不理不理     | 2017年8月15日  | ISBN 978-986-94904-1-2 |
| 我是獨角獸 Vol.2     | 澈總         | 2017年9月15日  | ISBN 978-986-94904-2-9 |
| 龍朝大都 Vol.3       | BARZ Jr.     | 2017年10月15日 | ISBN 978-986-94904-3-6 |
| 實驗品家庭 Vol.2     | Yanai        | 2017年11月15日 | ISBN 978-986-94904-4-3 |
| 退休的勇者們 Vol.4   | 霖羯         | 2018年1月15日  | ISBN 978-986-94904-5-0 |
| 七月半 Vol.3         | ∞0（無限零） | 2018年3月15日  | ISBN 978-986-94904-6-7 |
| 無常鬼 Vol.2         | Nofi         | 2018年3月15日  | ISBN 978-986-94904-7-4 |
| 我是獨角獸 Vol.3     | 澈總         | 2018年4月15日  | ISBN 978-986-94904-8-1 |
| 魔法婚約 Vol.4       | 不理不理     | 2018年5月15日  | ISBN 978-986-94904-9-8 |
| 龍朝大都 Vol.4       | BARZ Jr.     | 2018年6月15日  | ISBN 978-986-96343-0-4 |
| 愛情故事不好說 Vol.1 | 秋橙         | 2018年7月15日  | ISBN 978-986-96343-1-1 |
| 無常鬼 Vol.3         | Nofi         | 2018年9月13日  | ISBN 978-986-96343-2-8 |
| 退休的勇者們 Vol.5   | 霖羯         | 2018年10月5日  | ISBN 978-986-96343-3-5 |
| 我是獨角獸 Vol.4     | 澈總         | 2018年12月5日  | ISBN 978-986-96343-4-2 |

## 連載中的漫畫
- 龍朝大都 （页面存档备份，存于）
- 魔法婚約 （页面存档备份，存于）
- 退休的勇者們 （页面存档备份，存于）
- 我是獨角獸 （页面存档备份，存于）
- 無常鬼 （页面存档备份，存于）
- 七月半 （页面存档备份，存于）
- 實驗品家庭
- 百合格子 （页面存档备份，存于）
- 拳下俘虜 （页面存档备份，存于）
- 天梯勸降學園 （页面存档备份，存于）
- 愛情故事不好說 （页面存档备份，存于）
- 魔角少女 （页面存档备份，存于）

- 魔王全書
- 蜜糖時間
- 我親愛的小怪獸

## 已完結的漫畫
- 星耀學園
- 勇者這麼惡質沒問題嗎？ （页面存档备份，存于）
- 阿瑞斯之城 （页面存档备份，存于）
- 在逗點與句點之間 （页面存档备份，存于）
- 次界戰爭 （页面存档备份，存于）
- 機鎧狩獵者 （页面存档备份，存于）
- 作死外星人 （页面存档备份，存于）
- 床底下的怪獸 （页面存档备份，存于）
- 戀愛puzzle （页面存档备份，存于）
- Catch！同居雙子！
- 霜刀行
- 布卡娘戰記

## 媒體報導
- 【Animen】慶祝「日更COMICS」線上連載漫畫單行本化！ 《龍朝大都》、《退休的勇者們》、《魔法婚約》、《星耀學園》四部強打作品限定版2016年漫博首發！ （页面存档备份，存于）

- 【2016漫畫博覽會】慶祝「日更COMICS」線上連載漫畫單行本化！《龍朝大都》、《退休的勇者們》、《魔法婚約》、《星耀學園》四部強打作品限定版2016年漫博首發！

- 日更計畫《實驗品家庭》將於日本「月刊コミック@バンチ」上展開連載！電視動畫預計2018年春季開始播出！ （页面存档备份，存于）

- 線上瀏覽數超過8500萬！日更計劃旗下人氣作品《實驗品家庭》日文版動畫PV本日公開，片頭曲由曉月凜主唱。 （页面存档备份，存于）

## 外部連結
- 日更COMICS官方網站 （页面存档备份，存于）
- 日更计划的Facebook專頁